# صوفي بي. هوكينز
صوفي بي. هوكينز (بالإنجليزية: Sophie B. Hawkins)‏ هي ملحنة وعازفة قيثارة ومغنية مؤلفة وكاتبة غنائية ومغنية أمريكية، ولدت في 1 نوفمبر 1967 في نيويورك في الولايات المتحدة.

## وصلات خارجية
- الموقع الرسمي
- صوفي بي. هوكينز على موقع IMDb (الإنجليزية)
- صوفي بي. هوكينز على موقع ميوزك برينز (الإنجليزية)
- صوفي بي. هوكينز على موقع قاعدة بيانات الأفلام السويدية (السويدية)
- صوفي بي. هوكينز على موقع أول ميوزيك (الإنجليزية)
- صوفي بي. هوكينز على موقع ديسكوغز (الإنجليزية)
- صوفي بي. هوكينز على موقع قاعدة بيانات الفيلم (الإنجليزية)